# Ceratagallia vipera
Ceratagallia vipera är en insektsart som beskrevs av Hamilton 1998. Ceratagallia vipera ingår i släktet Ceratagallia och familjen dvärgstritar. Inga underarter finns listade i Catalogue of Life.